# Danger (músico)
Franck Rivoire (Saint-Chamond, Auvernia-Ródano-Alpes, 21 de marzo de 1984), más conocido como Danger, es un DJ y productor francés.

## Historia
La historia musical de Rivoire inició en la infancia, cuando sus padres le enseñaron a tocar piano y saxófono. Él tuvo su primer sintetizador después de ver que un amigo usaba uno, y esto le permitió que crear loops y música chiptunes. Su otro temprano interés incluye el skateboarding y la música metal. Antes de iniciar su carrera musical, también trabajó como diseñador gráfico.
Su pista «11h30», que contiene su propia voz, fue realmente creado antes que Franck se convierta en «Danger». En sí no tiene lírica; las vocales están hechas desde un orden alternativo de sílabas puestas juntas.
En un esfuerzo de modernizar el sonido de su música, Rivoire subió nuevas pistas electro house en su perfil de MySpace bajo el nombre «Danger». Él escogió el alias porque lo tenía usando para conversaciones en línea, y pensó que tendría la publicidad gratuita, ya que "peligro" era una palabra de uso común. Sus nuevas canciones llamaron la atención de muchas discográficas, y después que sea ofertado con muchos acuerdos, él firmó para Ekler'o'shock en 2007, porque disfrutaba la música de otros artistas de la discográfica, entre ellos DatA. Desde entonces ha habido tres EP de Danger lanzados por Ekler'o'shock, así como muchos remixes publicados como oficiales o de otra manera independiente.
En 2008, adquirió gran popularidad con los EP, numerosos conciertos y una serie de remixes, incluyendo un remix para "American Boy" de Estelle. Permaneció en los primeros puestos en 50 canciones populares del sitio web de The Hype Machine durante varios meses. La pista «11h30» se utiliza en un anuncio veraniego 2010 de Red Bull X-Fighters en Dave, un canal británico.

## Estilo
Musicalmente, Danger crea música con atmósferas oscuras, y futuristas. Su peculiar estilo está influenciado por los videojuegos y las bandas sonoras de los ochenta. Existe pocas canciones que incluye voz, por ejemplo «11h30» del EP 09/14 2007. Sus EP están titulados con fechas, que están ordenadas cronológicamente. Las fechas indican que algún «evento» está ocurriendo en septiembre de 2007, y es posible apreciar en las carátulas dramáticas de sus EP.
Esos EP no han sido publicados en orden cronlógico. De hecho, EPII ha sido promocionado en su MySpace desde el lanzamiento del primer EP, pera ya ha sido lanzado, y 09/16 2007 y 09/17 2007 son en realidad EPIII y EPIV, respectivamente. Esta extraña cronología es una referencia a la línea de tiempos de las películas de Las guerras de las galaxias.
Temas de Danger se nombran después de la hora del día, cuando la pista estaba terminada. «11h30» siendo titulada después de las 11 y media de la noche, por ejemplo; excepto la pista «88:88», que es una referencia a un reloj digital que no ha sido programado.
Otra característica única de Danger es la máscara negra que viste durante todas sus presentaciones públicas, salvo para unos pocos. Está inspirada por la banda Daft Punk y el personaje Black Mage del videojuego Final Fantasy. Él afirmó vestir la máscara para crear una diferencia entre su débil «geek» y la persona que está interpretando en vivo.
Él también ha mencionado que el efecto estroboscópico del fondo de su MySpace es una referencia al episodio «Dennō Senshi Porygon» de Pokémon, e hizo una broma que él pensó que sería divertido si alguien tiene un ataque epiléptico de esto y «especialmente si tienes un rápido PC que este añada un poco de insulto para el daño».

## Discografía

### EP
- 09/14 2007 (2007)
- 09/16 2007 (2009)
- 09/17 2007 (2010)

## Remixes
| Año  | Pista                                      | Artista                |
| ---- | ------------------------------------------ | ---------------------- |
| 2007 | "Revolte at 22h10"                         | Revolte                |
| 2008 | "American Boy"                             | Estelle con Kanye West |
| 2008 | "Chick Lit (Danger TV Remix)"              | We Are Scientists      |
| 2008 | "Into the Galaxy"                          | Midnight Juggernauts   |
| 2008 | "My Way (Danger Remix)"                    | Starskee               |
| 2008 | "Divine"                                   | Sebastien Tellier      |
| 2008 | "Love Juice (Danger TV Remix)"             | Symbol One             |
| 2008 | "Give It All You Got (Danger Beach Remix)" | Lil Jon ft. Kee        |
| 2008 | "Ne Oh! Pen (Danger remix)"                | Boys Noize             |
| 2009 | "Walking On A Dream (Danger Racing Remix)" | Empire Of The Sun      |
| 2009 | "Drown In The Now (Danger Spy Remix)"      | The Crystal Method     |
| 2009 | "All The Right Moves"                      | One Republic           |
| 2010 | "Imma Be (Danger Olympic Remix)"           | Black Eyed Peas        |
| 2010 | "Acid Washed"                              | Acid Washed            |
| 2010 | "In For The Kill"                          | La Roux                |

## Pistas encontradas sólo en Internet
- "9h20"
- "12h38"
- "13h12" (Live Edit)
- "17h05" (feat. Smacktown)
- "11h30"
- "22h41"
- "88h88"
- "22h39"